# Ben 10 (2005)
Ben 10 é uma série de desenho animado estadunidense criada pelo Man of Action (um grupo que consiste de Duncan Rouleau, Joe Casey, Joe Kelly, e Steven T. Seagle) e produzido pelos estúdios Cartoon Network Studios (antigamente: Hanna-Barbera). A série gira em torno de Ben Tennyson um garoto de 10 anos que adquiri um dispositivo alienígena com a aparência de relógio de pulso que lhe permite se transformar em 10  seres alienígenas (ao longo da série esse número aumenta) com cada um tendo poderes e habilidades únicas que ele usa para combater malfeitores.
É a primeira série da franquia de Ben 10. O primeiro episódio foi ao ar em 27 de dezembro de 2005 e o último episódio foi ao ar em 15 de abril de 2008. No Brasil, estreou em 4 de agosto de 2006 e terminou em 11 de maio de 2008, já em Portugal, estreiou pela primeira vez dublado, em 10 de outubro de 2009, pela Sic e Sic K. A música tema da série foi escrita por Andy Sturmer e cantada por Moxy. Em abril de 2008, Ben 10 foi sucedido por Ben 10: Força Alienígena, que por sua vez foi sucedido em abril de 2010 por Ben 10: Supremacia Alienígena; em 1 de agosto de 2012 foi sucedido por Ben 10: Omniverse; em outubro de 2016 foi sucedido pelo reboot Ben 10, a atual série no ar.

## Sinopse
A série começa com Ben Tennyson na escola, mostrando a imaturidade do rapaz. Com o fim das aulas, Ben vai passar as férias de verão viajando na Autocaravana do avô Max, e, para sua surpresa, a sua prima Gwen irá com eles. Ben e Gwen nunca se entenderam bem, e por isso acabam discutindo facilmente. Quando estavam a acampar na floresta, Ben chateado com Gwen, vai dar um passeio pela floresta. Enquanto tudo isto está a acontecer uma batalha entre dois alienígenas no espaço está a ser travada, a batalha é entre uma nave cujo piloto no início da série é desconhecido, e outra maior, na qual está Vilgax, o principal vilão da série. Vilgax está a tentar apoderar-se de um dispositivo muito poderoso chamado Omnitrix. A nave de Vilgax destrói por completo a nave que leva o Omnitrix, mas antes de ser completamente destruído, o piloto revida com um ataque que deixa Vilgax gravemente ferido, logo depois o Omnitrix é lançado para a Terra, esta foi a única forma encontrada pelo piloto para impedir que o Omnitrix caísse nas mãos do Vilão. O Omnitrix cai quase em cima de Ben, deixando uma pequena cratera no chão. Ben vai ver o que se passa e ao se aproximar, pensa ter encontrado um relógio, pelo dispositivo ser similar a um, mas, ao tentar apanhar o Omnitrix esticando a mão, o Omnitrix colasse-lhe no pulso e mesmo com o Ben tentando de tudo para o tirar, o Omnitrix não sai de forma nenhuma, e, ao tentar mexer-lhe, Ben acidentalmente gira um disco que faz com que este se levante e disponha uma imagem de uma silhueta, ao precionar este mesmo disco para que ele voltasse para dentro, Ben transforma-se em uma creatura de fogo. Ben começa a gritar e correr, pensando estra com o corpo a arder, mas quando se apercebe que não sente dor, descobre que pode atirar e lancar bolas de fogo pelas mãos, caqbando por, acidentalmente, causar um incêndio na floresta. Depois de, com a ajuda de Gwen e Max, apagar o fogo florestal, Ben explica os detalhes de como se transformou naquela Creatura. Enquanto isso Vilgax envia robôs á procura do Omnitrix pela Terra, Ben então percebe que agora ele é responsável pela segurança do planeta pois os Robôs estão atrás do Omnitrix.

## Personagens
- Benjamin Kirby "Ben" Tennyson, é principal protagonista da série. Um rapaz de 10 anos de idade que tinha uma vida normal, mas a sua vida é alterada quando um dispositivo alienígena, o Omnitrix, prendesse-lhe no pulso durante as férias de verão que passava com o avô e a prima. Desde então ganha a capacidade de se transformar em 10 poderosos alienígenas e lutar contra vilões que querem apoderar-se do mesmo, dentre eles o senhor da guerra Vilgax.
- Gwendolyn "Gwen" Tennyson, prima de Ben Tennyson, uma rapariga muito inteligente e madura. Sendo um dos principais alvos das brincadeiras do primo e, apesar de tudo, sempre foi a voz da razão. Ao longo da série, ela desenvolve poderes mágicos.
- Maxwell "Max" Tennyson, avô de Ben e Gwen, pode ser considerado um dos maiores heróis da série, adora comer coisas estranhas e nojentas. Fazia parte de uma equipe que combatia alienígenas chamada de os Canalizadores (Encanadores no Brasil). Ele já tinha ouvido falar do Omnitrix enquando fazia parte dos Canalizadores.

### Vilões Principais
- Vilgax, um dos piores inimigos de Ben e Max, ele é o que mais busca pelo Omnitrix, fazendo de tudo para o conseguir. É um alienígena que foi gravemente ferido no começo da série, mas volta mais forte e quase indestrutível, sendo o mais temido peloo universo.
- Kevin E. Levin, um rapaz de 11 anos que morava pelas ruas. Um marginal que nasceu com um poder e um dom incrível, podia absorver energia ou que contivesse eletricidade e absorver poderes. também pode absorver metal. Ele absorveu todos os poderes dos aliens de Ben e se tornou em um monstro poderoso.
- Dr. Aloysius Animal, um brilhante cientista que consegue mutar animais com as suas invenções, criando criaturas extremamente poderosas, todas ao seu comando.
- Cavaleiros Eternos, uma organização especializada em pesquisa alienígena e tecnologia avançada. O sub-líder dos Forever Knights é Enoch, e o verdadeiro líder pode ser chamado de o Rei dos Forever Knights, e seu nome é Driscoll que já foi um Encanador.
- Hex, um verdadeiro mestre em magia que carrega um poderoso bastão, que só funciona nas mãos de um verdadeiro mestre em magia.
- A Feiticeira, a sobrinha de Hex, se torna uma rival de Gwen.

### Outros Vilões
- Zombozo, um palhaço sinistro que se alimenta da felicidade das pessoas. Foi um vilão difícil de ser derrotado, uma vez que Ben tem medo de palhaços.
- As Aberrações de Circo (Psicoloucos no Brasil), um trio de criminosos formados por Ácido, que expele um material corrosivo em forma líquida ou de vapor de sua boca, Mortrança, que pode controlar seus cabelos como tentáculos, e Polegares, um brutamontes com uma unha na testa. Foram apresentados como capangas de Zombozo, mas após sua derrota, continuaram aparecendo e se tornaram vilões recorrentes.
- Zs'Skayr, anteriormente conhecido como Fantasmático, era uma das transformações do Omnitrix, mas adquiriu consciência própria e escapou, assumindo uma forma mais assustadora.
- Dr.Viktor, é um alienígena semelhante ao monstro de Frankenstein, era um seguidor de Zs'Skayr e buscava ressuscitá-lo. Ao escanear seu DNA, Ben adquire uma nova transformação no Omnitrix.
- Yenaldooshi, é um alienígena semelhante a um lobisomem, apareceu pela primeira vez quando Ben e sua família visitavam uma reserva nativo-americana, mais tarde foi revelado que ele era um lacaio de Dr.Viktor e que o estava ajudando em seu plano de ressuscitar Zs'Skayr. Ao escanear seu DNA, Ben adquire uma nova transformação no Omnitrix.
- Múmia, é um alienígena semelhante a uma múmia que atacou Ben pela primeira vez enquanto visitavam uma fazenda, possuía em seu interior um mineral alienígena radioativo que causa mutações em seres vivos que são expostos a ele. Mais tarde, foi revelado que era um lacaio de Dr.Viktor e que o estava ajudando em seu plano de ressuscitar Zs'Skayr. Ao escanear seu DNA, Ben adquire uma nova transformação no Omnitrix.
- Limaxes, são aliens invasores de corpos que estavam abduzindo idosos e tomando suas identidades em uma região quente, sua principal fraqueza era água e preferiam habitar no calor.

## Transformações

### Transformações originais
- Chama (nome original: Heatblast): Alienígena do planeta Pyro, é da raça dos Pyronite, tem a habilidade de soltar fogo pela sua mão, e manipula–lo facilmente.

- Besta (nome original: Wildmutt): é um alienígena de aparência canina da espécie Vulpimancer, oriunda do planeta Vulpin, sendo a única transformação que incapaz de falar. Possui um super olfato, consegue atirar espinhos pelas costas e enxergar em infravermelho (embora não tenha olhos). Ele chegou a ser nomeado como Fera no filme Ben 10: Destruição Alienígena.

- Diamante (nome original: Diamondhead): pertencente à espécie Petrosapien do extinto planeta Petropia. É um alienígena humanoide feito de tadenita, um cristal alienígena altamente resistente. Pode criar cristais no chão, disparar espinhos e mudar a forma de suas mãos (para formas mais afiadas, como facas).

- XLR8 (nome original: XLR8)[nota 1] é um alienígena Kinocelerano, de aparência reptiliana, cujo poder é super velocidade. Possui uma espécie de máscara de proteção, que aparece quando ele corre. Seu planeta natal é Kinet.

- Massa Cinzenta (nome original: Grey Matter): é o menor alienígena do Omnitrix, sendo capaz de espremer-se em lugares apertados. Sendo um Galvaniano, possui uma super inteligência que o caracteriza como sendo a espécie mais inteligente do relógio. Seu planeta natal é Galvan Mark II.

- Quatro Braços (nome original: Four Arms): é um alienígena com pele vermelha, quatro olhos e, de forma homônima, quatro braços. Pertencente à espécie de Tetramando do planeta Khoros, sua habilidade é a super-força.

- Insectóide (nome original: Stinkfly): é um alien com aparência de inseto e um mau cheiro insuportável. Possui um ferrão afiado como arma, pode disparar uma massa que gruda e voar. Não consegue voar com as asas molhadas. É originário do proveniente do planeta Lepidopterra, sendo da espécie Lepidopterrano.

- Aquático (nome original: Ripjaws): possui uma aparência de peixe, possuindo pernas quando está em terra firme que se transformam em uma cauda (semelhante a de uma sereia) ao entrar na água. Além de ser um ótimo nadador, possui uma mandíbula semelhante a de uma cobrança com dentes afiados que quebram qualquer coisa. Não pode ficar muito tempo fora d'água e sua principal fraqueza é o calor extremo. É da espécie Pisccis Volann do planeta Pisccis.

- Ultra T (nome original: Upgrade): é um ser biomecânico, denominado Metamorfo Galvânico, que pode se infiltrar em qualquer objeto tecnológico, sendo capaz de modificá-lo. Também pode disparar raios pelo seu "olho". É proveniente de Galvan B.

- Fantasmático (nome original: Ghostfreak): é um alienígena de aparência de fantasmagórica, com apenas um olho. Seus poderes incluem atravessar objetos sólidos, mover seu olho pela "trilha" preta em seu corpo e pode revelar tentáculos em seu peito. Se lutar contra seres intangíveis, sua intangibilidade é inútil. É um Ectonurita originário de Anur Phaetos. Com o decorrer do desenho, acontecem eventos que fazem o Ben deixar de se transformar no Fantasmático.

### Transformações novas
O Omnitrix também consegue armazenar e até scanear DNA de outras espécies alienígenas, permitindo novas transformações ao Ben.
- Bala de Canhão (nome original: Cannonbolt)

Planeta: Arburia.
Espécie: Pelarota Arburiano.
Estava no Omnitrix o tempo todo, mas por razões desconhecidas acabou sendo substituído pelo Diamante e foi destravado Acidentalmente. Possui uma carapaça resistente e pode se tornar uma "bola" e rolar. Originalmente era chamado de Raio de Canhão.
- Vinha Selvagem[4] / Cipó Selvagem (nome original: Wildvine)

Planeta: Flors Verdance.
Espécie: Florauna.
É um vegetal humanóide com o poder de lançar vinhas, criar frutas explosivas e é regenerar qualquer membro perdido. No Brasil, mais tarde mudou de nome para Cipó Selvagem, mas manteve-se Vinha Selvagem em Portugal.
- LobisBen (nome original: Benwolf)

Planeta: Luna Lobo.
Espécie: Loboan.
É um alien com aparência de lobo, Ben conseguiu está transformação após ser mordido pelo vilão Yenoldoosh. Consegue disparar ondas sonoras pela boca, além de ser super forte e ágil. Anteriormente chamado de Lobisben, porém mais tarde, em Omniverse, seu nome foi alterado para Blitzwolfer.
- BenMúmia (nome original: Benmummy)

Planeta: Anur Khufos.
Espécie: Thep Kufan.
É um alien com aparência de múmia, Ben conseguiu essa transformação ao lutar contra uma múmia alienígena em uma fazenda. Anteriormente conhecido como Benmúmia, mais tarde seu nome foi alterado para Snare-oh.
- BenVicktor (nome original: Benvicktor)

Planeta: Anur Transyl.
Espécie: Transyliano.
É um alien com a aparência do monstro de Frankenstein que possui poderes elétricos, apareceu apenas uma vez durante toda a série. Ben conseguiu essa transformação ao lutar contra o vilão Dr. Victor. Anteriormente conhecido como Benvicktor, mais tarde teve seu nome alterado para Frankenstrike.
- Glutão (nome original: Upchuck Perk)

Planeta: Peptos XI.
Espécie: Gourmando.
Este alien possui três línguas elásticas, pode disparar muco e devorar de tudo. Porém, seu corpo não digere comida humana. Seu nome significa "guloso".
- Clone (nome original: Ditto)

Planeta: Hathor.
Espécie: Splixion.
É um alien cujo poder é criar clones, porém cada clone funciona de forma independente da outra. Anteriormente conhecido como Clone, mais tarde seu nome foi alterado para Idem.
- Mega Olhos / Olhudo (nome original: Eye Guy)

Planeta: Sightra.
Espécie: Opticóide.
Possuo a aparência de um híbrido entre morcego e réptil que possui olhos por todo corpo, exceto no rosto. Seus olhos podem se unir e formar um olho ainda maior. No brasil o seu nome original era Olhudo, mais tarde seu nome foi alterado para Mega Olhos igual ao nome em Portugal.
- Grandão / Gigante (nome original: Way Big)

Planeta: Tempestades Cósmicas .
Espécie: To'kustar.
Alien destravado por Azmuth (criador do Omnitrix), tem o tamanho de um enorme prédio. Seu ponto fraco é a crista em sua cabeça, caso atingida este fica paralisado. Mais tarde é revelado que ele tem uma forma evoluída ainda maior e mais poderosa. No Brasil, mais tarde mudou de nome para Gigante, mas manteve-se Grandão em Portugal.

### Transformações não Canônicas
Essa transformação aconteceu no filme Ben 10: Corrida Contra o Tempo porém o filme não é considerado canônico o que quer dizer que o Ben original nunca se transformou nele.
- BenEon (nome original: Eon)

Planeta: Chronia.
Espécie: Chroniano.
Apareceu apenas no filme Ben 10: A Corrida Contra o Tempo, foi tirado do vilão Eon. Possui o poder de viajar no tempo.

### Transformações do Futuro
- Cuspidor (nome original: Spitter)

Planeta: Scalpasc.
Espécie: Spheroid.
É um alien com aparência de um enorme sapo cujo poder é cuspir um líquido verde estranho.
- Chocante (nome original: Buzzshock)

Planeta: Nosedeen Quasar. 
Espécie: Nosedeeniano.
É um alien com a aparência de uma pilha humana com poderes elétricos.
- Iguana Ártica (nome original: Arctiguana)

Planeta: X'Nelli.
Espécie: Polar Manzardill.
É um alien que aparenta ser um híbrido entre lagarto e tubarão, que tem o poder de congelar qualquer coisa ao abrir a boca.

## Omnitrix
O Omnitrix é um dispositivo semelhante a um relógio, que tem o poder de transmorfismo alienígena (transformar em um alien), que abriga mais de 1.900.000 de DNAs alienígenas. O usuário que contém o Omnitrix tem poder o suficiente para dominar qualquer mundo, por isso muita gente está de olho nele. Além disso, o Omnitrix ainda pode coletar outro DNA de aliens, bastando o alien ter algum contato físico com o relógio. Este então brilha e começa a girar, dando ao usuário a habilidade de se transformar nesse alien. Casos como esses são os do aliens Blitzwolfer, Snare-Oh, Frankenstrike e outros. O Omnitrix também é capaz de evoluir como seu usuário, como em Ben 10: Alien Force quando ele está pequeno, ou em Ben 10.000 quando ele está tomando quase metade do braço de Ben. Ele realmente é uma arma fantástica. A continuação está em Ben 10: Alien Force e Ben 10: Supremacia Alienígena.

### Cores
Durante a série, o Omnitrix mostrou poder brilhar muitas cores em diferentes ocasiões. As cores são:
| Cor                                                 | Ocasião em ben 10 |
| Verde                                               | Quando Ben está pronto para se transformar ou quando ele está alternando de um em um alien diferente |
| Vermelho                                            | Quando o Omnitrix precisa de um tempo para recarregar leva mais ou menos 5 a 10 minutos para recarregar |
| Branco                                              | Quando Ben está transformado em um alien ou quando o Omnitrix está inativo |
| Laranja                                             | Quando o Omnitrix está em modo MAD (Modo de Auto Destruição) |
| Amarelo Girando                                     | Quando o Omnitrix absorve um DNA e Ben vai poder virar um alienígena dessa espécie |
| Roxo                                                | Quando Eon Põe seu DNA No Omnitrix (Apenas no filme Ben 10: A Corrida Contra o Tempo) ou quando e um risco de ameaça temporal ou quando esta sendo controlado                                                 |
| Azul                                                | Quando o Omnitrix esta no modo de recalibração ou Atualização |
| Cinza                                               | Quando o Omnitrix está desativado |
| Preto                                               | Quando O Omnitrix esta desligado |
| Branco piscando vermelho ou verde piscando vermelho | Quando a transformação esta prestes a acabar e Ben vai voltar ao normal em poucos segundos |
| Cor de Rosa                                         | Quando o Omnitrix é afetado por mana, transfere o DNA de cada ser vivo para o banco de dados e transforma os seres ao seu redor em alienígenas do banco de dados (Mostrado em Ben 10: Destruição Alienígena). |
| --------------------------------------------------- | --- |

### Defesa
Quando alguém tenta retirar o Omnitrix á força, ele lança uma explosão de energia "omni", que afasta o oponente como visto no episódio "Kevin 11".

### Sobrecarga
Isso aconteceu quando Vilgax foi retirar o Omnitrix do pulso de Ben no episódio "Segredos". O relógio sofreu uma sobrecarga e Ben ficou se transformando em todos os aliens aleatoriamente.

### Modo aleatório
Isso só aconteceu uma vez (no episódio "Um Probleminha"). Ben queria ir em um brinquedo e não tinha altura para entrar nele. Revoltado, resolveu virar o Aquático, só que o relógio não queria abaixar o anel para transformar o herói. Zangado, ele bateu com toda a força o relógio em um taco de madeira. Deu um defeito no Omnitrix e Ben ficou como Massa Cinzenta até o final do episódio este e o modo aleatório ele e ativado quando bate com muita força, Com o Modo aleatória ativado por exemplo ele escolhe o 4 Braços e se transforma no aquático, Isso acontece no Ben 10: Força Alienígena e Ben 10: Supremacia Alienígena.

### Códigos
Ben descobriu uma combinação secreta usando as silhuetas dos aliens do Omnitrix, situado como controle mestre. Ben, após isso, pode se transformar aleatoriamente em qualquer alien que quiser, sem ao menos tocar no relógio e ir alternando de alien em alien quantas vezes desejar. Sem contar que o Omnitrix não desativa de maneira alguma, e ele volta a ser o Ben quando quiser (o que não tem sentido, já que no filme "Ben 10: Corrida Contra o Tempo, Eon diz que ele desativa como segurança, para os Aliens não escaparam). No final do episódio "De Volta com Uma Vingança", Ben foi tolo o suficiente para desabilitar o controle mestre. Mas Ben 10.000 tem o controle mestre ativado novamente e conhece agora todos os segredos do relógio. O Controle mestre só foi liberado em Ben 10: Força Alienígena/ Supremacia Alienígena.

### Desativação
Não foi mostrado na série ainda como Ben fez isso, mas esse código serve para desativar o Omnitrix. Resumindo, tirá-lo do pulso do usuário. Ben fez isso por cinco anos e foi obrigado a usá-lo novamente em Ben 10: Força Alienígena. No Episódio "A Batalha Final Parte 1", Ben está assistindo a um programa de "Luta de Sumô" com Kevin no seu quarto, quando coloca as mãos no queixo pode-se observar que ele está sem o Omnitrix, uma possível explicação para isso, é que ele tenha retirado o relógio, já que no final do mesmo episódio ele retira o Omnitrix pronunciando o código 000 Desconectar 0, ou possivelmente seja um erro do Desenho.

### Doenças do Usuário
Em "Efeitos Colaterais", Ben fica resfriado após fazer uma boquinha no caminhão de sorvete e o vírus do resfriado se espalha pelos alienígenas. Chama fica com poderes de gelo, Quatro Braços fica fraco e com fedor nas axilas e o Besta com o faro entupido, sem saber para onde ir.

### Fusões e Mutações de DNA
No episódio "Dr Animal e o Raio Mutante", Ben queria descobrir quantos aliens tinham no relógio e acabou tirando sem querer a tampa (anel principal onde você escolhe as formas alienígenas). Quando o anel saiu, modificou alguns animais da região. Todos eles ficaram parecidos com o Insectóide, ou com o DNA modificado a partir do mesmo. Dr. Animal, ao perceber isso, coletou a tampa do relógio e preparou um raio especial para modificar os animais geneticamente com o DNA dos alienígenas do relógio. Quando Ben retirou a tampa do Omnitrix, os DNAs dos alienígenas se misturaram e cada vez que ele virava herói saía uma combinação diferente de aliens. Assim formando Insecto-Braços (uma mistura de quatro braços com insectóide), Diamante Cinzento (uma mistura de diamante com massa cinzenta) e ÁquaChama (uma mistura de aquático com chama).
No filme "Ben 10: O Segredo do Omnitrix", foi revelado um segredo novo do relógio. Myaxx, Tetrax, Gluto, Ben e Gwen precisavam chegar até Zennon, mas estava tudo totalmente escuro e os heróis não sabiam para onde ir. Foi aí que Myaxx revelou que o Omnitrix tinha um sistema de localização embutido, e pediu para que Ben subisse no teto da nave e mostrasse o caminho. E não é que deu certo? O omnitrix agiu como uma bússola, indicando para onde a nave deveria ir. E no final das contas, o Omnitrix lançou um raio poderoso de energia "omni" mostrando de vez o caminho.

### Quando Ele Não Funciona
O Omnitrix não funciona quando Eon encosta nele. Eon põe o seu DNA no Omnitrtix, mas antes, ele não funciona, quando Ben mais precisa no filme "Ben 10: Corrida Contra o Tempo".

### Evoluções do Omnitrix
O Omnitrix começa como um relógio grosso, possibilitando, no começo, 10 alienígenas. Ao longo do desenho, novos aliens vão sendo adquiridos, sejam desbloqueados do Omnitrix ou coletados por DNA, dando, no total, 21 aliens. No episódio "Ben 10.000", Ben conhece 3 novos aliens que terá no futuro. O Omnitrix da Força Alien se transforma em um simples relógio, possibilitando a Ben 10 novas formas alienígenas (por enquanto) e tem novos segredos revelados, assim como em Ben 10. O Omnitrix de Ben 10.000 é bem grande, tapando quase a metade do seu braço, possibilitado a Ben 10.000, 10.000 aliens, incluindo alguns nunca mostrados. Seus aliens do futuro ficam diferentes aos do presente. Ken tem seu Omnitrix no episódio "Ken 10", com apenas 13 aliens (citados). Ele desbloqueia o limitador do seu Omnitrix, podendo lhe transformar nos 10.000 aliens. Já o Omnitrix em Gwen e Max no episódio "Gwen 10", Gwen fica com todos os aliens de Ben diferenciados, exceto o Vô Max (que só se transformou no Ultra T). Com muitas cores e segredos revelados ao longo dos desenhos, o Omnitrix poderá ser a arma mais temida do universo. Após a Evolução no Ben 10: Supremacia Alienígena o Ominitrix fica grosso e verde parecido com o antigo, Podendo evoluir o DNA dos seus Aliens para Supremos.
NOTA: De acordo com Azmuth em "Ben 10: Força Alienígena" o Omnitrix possui, na verdade, 1.000.903 amostras de DNA alienígena. Mas como o Superomnitrix absorveu o DNA de Bivalvan, Galapagus, P'andor, Andreas, Ra'ad e o Prisioneiro 775 e o Ben 10.000 (o Ben 10 adulto) desbloqueou 4 aliens Chocante, Cuspidor, Idem e Iguana Ártica o total ficou em 1.000.9013 amostras mais Ben desbloqueou outros 9 aliens na série Ben 10, outros 3 em Ben 10: Força Alienígena com o Omnitrix (Protótipo) com o DNA de captura e desbloqueou.

## Produção do Desenho

### Desenvolvimento
Benjamin Kirby "Ben" Tennyson foi criado por Man of Action e foi produzido por Cartoon Network Studios. "Man of Action" é um grupo composto por criadores de quadrinhos Duncan Rouleau, Joe Casey, Joe Kelly e Steven T. Seagle. O grupo trabalhou em Ben 10 conceito cerca de 3 anos antes do Cartoon Network Studios escolher a série.
Logo no início do desenvolvimento, foi decidido que um vilão seria dentro do Omnitrix. Depois do Fantasmático ter sido criado, os criadores acrescentaram o diálogo para a primeira temporada para dar ao público que há algo mais a do Fantasmático. Originalmente Bala de Canhão, o 11º alienígena da série, ia ser no conjunto original de alienígenas, mas foi substituído por Fantasmático.
Ao fazer animações de teste para a série, a primeira transformação alienígena a ser testada foi Quatro Braços. Foi a transformação mais popular de todos os alienígenas para "Man of Action". Muitos dos projetos não utilizados para Glutão foram recicladas no episódio "Ben 10.000" como dois dos alienígenas de Ben, "Cuspidor" e "Iguana Artica", e como vilão Sploot. Um outro projeto não for utilizado durante Glutão foi usado em "Ken 10" como "Mot Snikrep".
Steven E. Gordon trabalhou em uma versão muito inicial do show, seu trabalho conceito revela que Ben Tennyson foi originalmente para ser um menino de jovem cabeça vermelha. Gordon também tem projetos iniciais do Omnitrix, que mais parecem um relógio que a versão final, bem como projetos diferentes e nomes para as transformações alienígenas. Alguns dos nomes beta para as transformações foram "StrongGuy", "Inferno", "RazorJaws", "Dragonfly", "Plantguy", e "Digger". Alguns dos primeiros projetos para o início dos alienígenas são mais humanos e super-herói como similar ao uma série em quadrinhos chamada Dial H For Hero.

### Música-tema
A música tema da série foi escrita por Andy Sturmer e cantada por Taryn Szpilman, a mesma dubladora da Elsa no Brasil. O título principal foi criado por um estúdio chamado "Renegade Animation". A sequência de flash animado durante o título principal era de design para deixar o público saber que o show vai ser divertido e não apenas mostram uma ação. Os créditos de abertura foram alterados na terceira temporada, além de Fantasmático ter sido substituído por Bala de Canhão como o alienígena.

## Listas de Episódios
Ben 10 teve 49 episódios divididos em 4 temporadas (com as três primeiras temporadas tendo 13 episódios e a quarta temporada tendo 10 episódios). Foram lançados 3 filmes: Ben 10: O Segredo do Omnitrix, Ben 10: Corrida Contra o Tempo e Ben 10: Destruição Alienígena. O desenho animado também teve 9 curtas. Para mais detalhes dos episódios de Ben 10, tem uma página da Wikipédia exclusiva para isso: List of Ben 10 (2005 TV series) episodes.

## Sequência de Ben 10
A franquia Ben 10 tem uma sequência com quatro séries:
| Título                        | Título                 |
| ----------------------------- | ---------------------- |
| Ben 10                        |                        |
| Ben 10: Força Alienígena      | Ben 10: Alien Force    |
| Ben 10: Supremacia Alienígena | Ben 10: Ultimate Alien |
| Ben 10: Omniverse             |                        |

## Jogos
Ben 10 (HyperScan)
Ben 10: Protector Of Earth